# 鲍勃·梅嫩德斯
羅伯特·「鮑勃」·曼南德茲（英語：Robert "Bob" Menendez，/mɛˈnɛndɛz/；1954年1月1日—），是一位美國民主黨政治人物，2006年至2024年擔任紐澤西州聯邦參議院議員，亦曾任參議院外交委員會主席。
在2020年美國總統選舉民主黨初選過程中，他支持同樣代表紐澤西州的資淺參議員柯瑞·布克。
2024年7月，梅嫩德斯在联邦判决中被指控贪污并以16项罪名被定罪。

## 政策立場

### 移民
曼南德茲是移民改革的積極倡導者，在2011年提出了《移民改革法》。

### 外交
- 曼南德茲譴責緬甸對羅興亞族的政策，並呼籲對這場危機採取更強的對策。
- 2018年3月，曼南德茲對伯尼·桑德斯與克里斯·墨菲反對沙烏地武裝干涉葉門的提案投了反對票。
- 2019年1月，曼南德茲反對川普總統的敘利亞和阿富汗撤軍計劃，認為這是對美國國家安全的威脅。

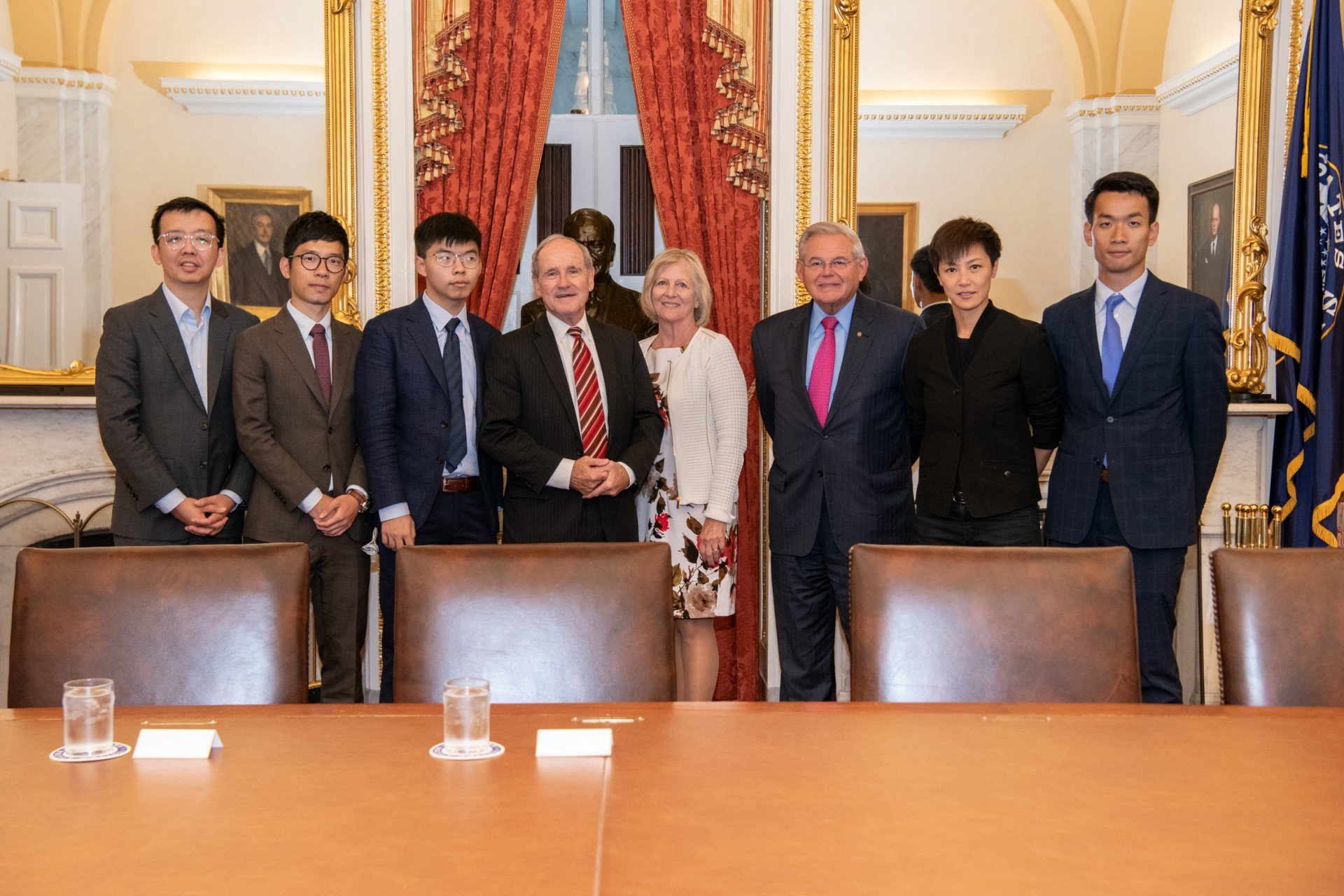
2019年接見香港民運人士

## 延伸閱讀
- Background and collected news at The Washington Post
- 美國國會國家人物傳記大辭典中的傳記
- 由華盛頓郵報維護的投票記錄
- 智慧投票计划中的傳記、投票紀錄及利益集團評級
- Congressional profile at GovTrack
- Issue positions and quotes at On the Issues
- Financial information at OpenSecrets.org
- Staff salaries, trips and personal finance at LegiStorm.com
- 聯邦選舉委員會中的競選財務報告和數據
- Appearances on C-SPAN programs
- 網路電影資料庫上的亮相頁面
- Collected news and commentary at The New York Times
- Works by or about 鲍勃·梅嫩德斯 in libraries (WorldCat catalog)
- Profile at Ballotpedia

## 外部連結
- 羅伯特·曼南德茲 （页面存档备份，存于）參議院官方網站
- 羅伯特·曼南德茲參議員競選網站 （页面存档备份，存于）
- 中的“鲍勃·梅嫩德斯”

| 美国众议院                | 美国众议院                                                                              | 美国众议院             |
| ------------------------- | --------------------------------------------------------------------------------------- | ---------------------- |
| 前任者： 吉姆·薩克斯頓    | 紐澤西州第十三國會選區 眾議院議員 1993年－2006年                                        | 繼任者： 歐比奧·賽瑞斯 |
| 政党职务                  |                                                                                         |                        |
| 前任者： 芭芭拉·肯內利    | 眾議院民主黨黨團副主席 1999年－2003年                                                   | 繼任者： 吉姆·克萊伯恩 |
| 前任者： 馬丁·弗羅斯特    | 眾議院民主黨黨團主席 2003年－2006年                                                     | 繼任者： 吉姆·克萊伯恩 |
| 前任者： 喬恩·科爾津      | 美國參議員紐澤西州民主黨被提名人 （第1類） 2006年、2012年、2018年                       | 繼任者： 安迪·金       |
| 前任者： 查克·舒默        | 民主黨參議院競選委員會主席 2009年－2011年                                               | 繼任者： 派蒂·莫瑞     |
| 美国参议院                |                                                                                         |                        |
| 前任者： 喬恩·科爾津      | 紐澤西州第1類參議員 2006年－2024年 與弗蘭克·勞滕伯格、 傑弗里·基耶薩、柯瑞·布克同時在任 | 繼任者： 喬治·赫爾米   |
| 前任者： 約翰·福布斯·凱瑞 | 参议院外交委员会主席 2013－2015                                                         | 繼任者： 鮑伯·寇爾克   |
| 前任者： 鮑伯·寇爾克      | 参议院外交委员会高阶委员 2015                                                           | 繼任者： 班·卡定       |
| 前任者： 班·卡定          | 参议院外交委员会高阶委员 2018－2021                                                     | 繼任者： 吉姆·里施     |
| 前任者： 吉姆·里施        | 参议院外交委员会主席 2021－2023                                                         | 繼任者： 班·卡定       |